# Traité de Paris (mai 1806)
Le traité de Paris est un traité signé à Paris, le 24 mai 1806, entre l'Empire français et la République batave par lequel cette dernière devient le royaume de Hollande confié à Louis-Napoléon, frère de Napoléon Ier.

## Contenu
Par l'article 2, Napoléon Ier consent à ce que son frère, le prince Louis, soit nommé et couronné roi héréditaire et constitutionnel de Hollande et que la couronne royale de Hollande soit héréditaire dans la descendance naturelle, légitime et masculine de celui-ci, par ordre de primogéniture, à l’exclusion perpétuelle des femmes et de leur descendance.

## Signataires
Le traité a été négocié et signé par les plénipotentiaires suivants :
- Pour l'Empire français :
  - le grand chambellan Charles-Maurice de Talleyrand-Périgord, ministre des Relations Extérieures ;
- Pour la République batave :
  - le grand-pensionnaire[1], Charles-Henri Verhuell (Carel Hendrik Ver Huell), vice-amiral et ministre de la Marine ;
  - Isaac-Jean-Alexandre Gogel (Isaäc Jan Alexander Gogel), ministre des Finances ;
  - Jean van Styrum, membre de l’Assemblée ;
  - Guillaume Six (Willem Six), membre du Conseil d'État ;
  - Gérard Brantsen (Gerard Brantsen), ministre plénipotentiaire.